# Malá Tisová
Malá Tisová je zalesněný čedičový vrch o nadmořské výšce 595 metrů nad mořem, v Klíčské hornatině Lužických hor na severu České republiky v okrese Děčín. Malá Tisová navazuje na východně ležící Velkou Tisovou asi 5 km na západ od železniční stanice Jedlová, 2,5 km na sever od Kytlic. Na jih od Malé Tisové vede Evropská dálková trasa E3, která v sedle Pod Malou Tisovou protíná silničku mezi Chřibskou a Kytlicemi.